# Maria Spyraki

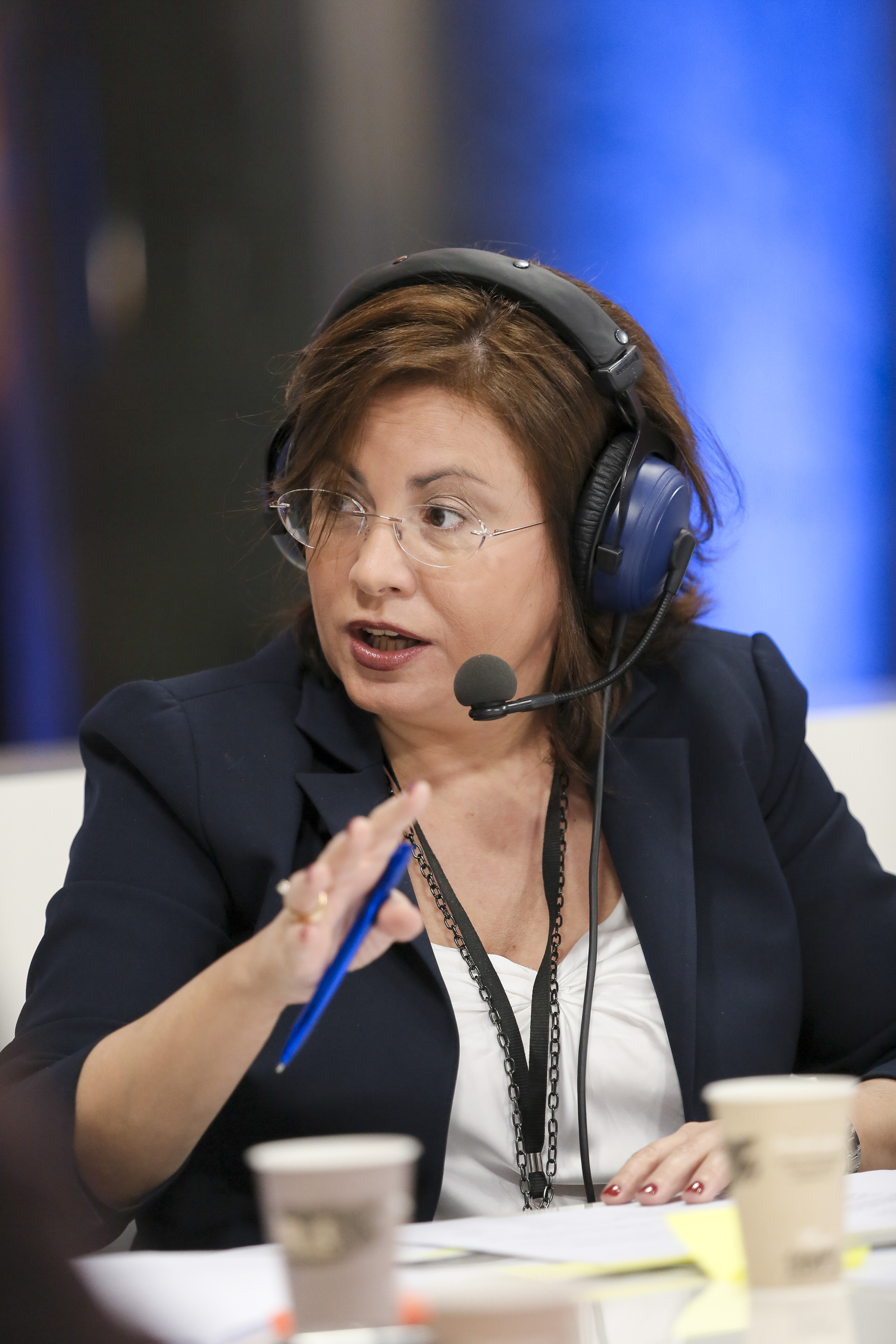
Maria Spyraki (2014)

Maria Spyraki (griechisch Μαρία Σπυράκη, * 11. September 1965 in Larisa) ist eine griechische Politikerin der Nea Dimokratia.

## Leben
Spyraki studierte Chemie an der Aristoteles-Universität Thessaloniki. Seit 2014 ist sie Abgeordnete im Europäischen Parlament. Dort ist sie Mitglied im Ausschuss für regionale Entwicklung und in der Delegation im Gemischten Parlamentarischen Ausschuss EU-Ehemalige Jugoslawische Republik Mazedonien.